# Göran Elgemyr
Carl Göran Elgemyr, född 7 februari 1939, är en svensk radioproducent, radiohistoriker och författare. Han blev filosofie kandidat 1970 och hedersdoktor vid Stockholms universitet 2015. År 1971 anställdes han som researcher vid Sveriges Radios (SR) pressarkiv. Under åren 1975–2000 var han producent och reporter på SR, där han bland annat gjorde program om svensk och nordisk samtidshistoria, särskilt när det gäller andra världskrigets år.
Tillsammans med förre ambassadören Sven Fredrik Hedin erhöll Elgemyr 1998 Guldspaden, en svensk journalistisk utmärkelse för undersökande journalistik. De två fick priset för sina artiklar och program om svenskt samarbete med Tyskland under andra världskriget och i all synnerhet om svenskt köp av guld som ursprungligen kom från centralbanker i tyskockuperade länder. Det också neutrala Schweiz gjorde liknande uppseendeväckande köp. 2015 gav Elgemyr ut boken Kai Holsts mystiska död på förlaget Jure. Den handlar om den norske motståndsmannen Kai Holst, som blev funnen död i Stockholm i juni 1945. Boken byggde på Elgemyrs program 1992, men var väsentligt utökad med arkivmaterial och olika undersökningar om bakgrunden till dödsfallet.

## Levnad och verksamhet

### Bakgrund

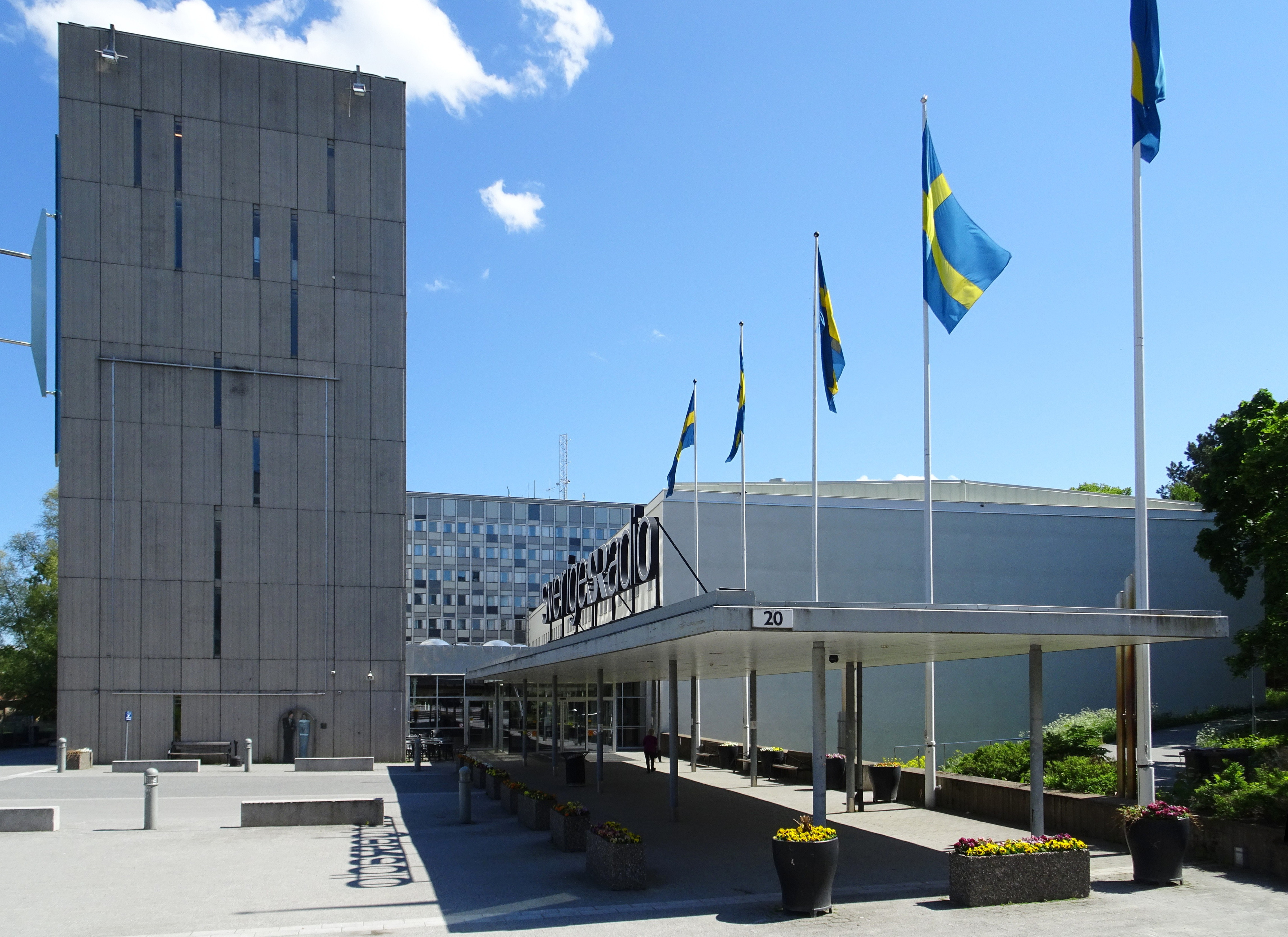
Radiohuset, Stockholm, juni 2022, Göran Elgemyrs mangeåriga arbetsplats

Göran Elgemyr växte upp i Falun, Hedemora, Sveg, Gävle och Stockholm. I Gävle tog han realexamen 1955 och var åren 1956–1966 bokhandelsmedhjälpare, främst i Fritzes Kungl. Hovbokhandel i Stockholm. Efter studier vid kvällsgymnasiet Heliskolan i Stockholm tog han en fil.kand. vid Stockholms universitet i ämnena statskunskap, litteraturhistoria och modern historia. Hans trebetygsuppsatser om författaren Ivan Oljelund samt om den så kallade förräderiprocessen 1916 blev publicerade i Litteratur och samhälle (Avd. för litteratursociologi, Uppsala universitet) och i förkortad version i tidskriften Arkiv för studier i arbetarrörelsens historia. Elgemyr blev fil. kand. 1970 och hedersdoktor vid Stockholms universitet 2015.

### Programverksamhet

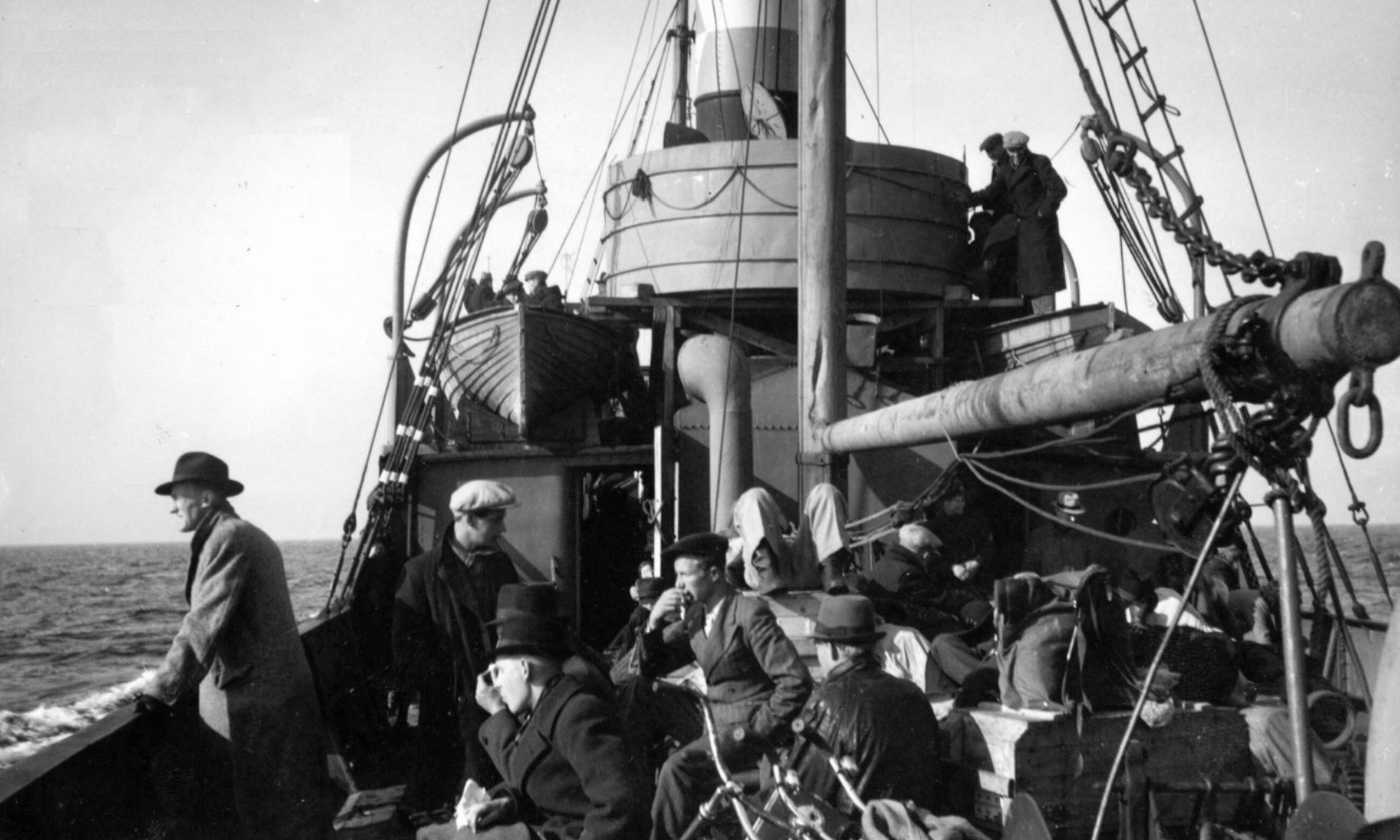
Finska signalspaningsspecialister ombord på ett skepp från Närpes i Finland till Härnösand under Operation Stella Polaris.

Under åren 1976–2000 var Göran Elgemyr producent och reporter på Sveriges Radio P1. Han har gjort program inom en rad redaktioner: Radioteaterns dokumentärredaktion, Allmänna redaktionen, God morgon världen!, Klarspråk, Ekonyheter och Samhällsredaktionen. Åren 1993–2000 var han reporter på Studio Ett och P1 Morgon.
I Göran Elgemyrs programproduktion har samtidshistoria varit centralt: Norden under andra världskriget, svensk neutralitets- och säkerhetspolitik, Säpo, spionfall, svensk underrättelsetjänst och svensk etermediehistoria. Vid de flesta fall har han lyft fram tidigare okänt stoff, ofta av kontroversiell natur. Till exempel Operation Stella Polaris, där hundratals finska experter på signalspaning i all hemlighet 1944 överfördes till Sverige. Tillsammans med producentkollegorna Jörgen Cederberg och Jan Bergquist lyckades Göran Elgemyr 1977 avslöja de viktigaste delarna av den hemliga operationen, till exempel förekomsten av ett privaträttsligt deponeringsavtal beträffande spaningsarkivet, som förts till två svenska slott, och även att arkivet dessförinnan mikrofilmats. Cederberg och Elgemyr publicerade 1984 en vetenskaplig uppsats: Operation Stella Polaris – Nordic Intelligence Cooperation in the Closing Stages of the Second World War.

### Svensk-tyskt ekonomiskt samarbete under andra världskriget

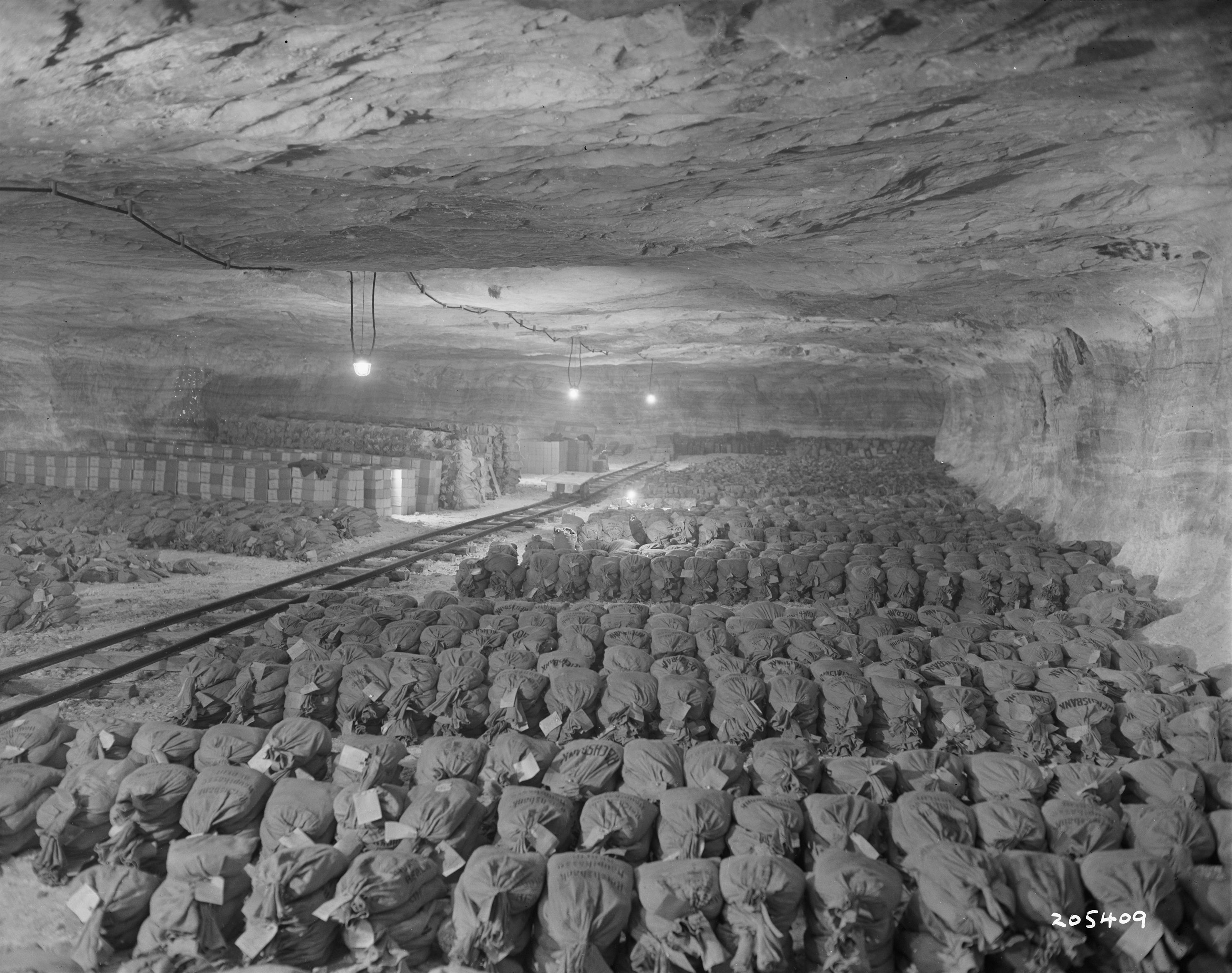
Sedlar, guld, konst och andra värdesaker, stulna av nazisterna, lagrade i en saltgruva i Tyskland, och upptäckta av amerikanska soldater 1945

Höjdpunkten i Göran Elgemyrs karriär som grävande journalist var reportagen i samarbete med förre ambassadören Sven Fredrik Hedin i slutet av 1990-talet. I ett unikt samarbete mellan Dagens Nyheter och samhällsprogrammet Studio Ett (SR) blev Sveriges köp av Naziguld, så kallat rövat guld, avslöjat av de två. Artiklarna behandlade också det tyska näringslivets kapitalflykt till Sverige, nazisternas plundring av konstskatter, tysk smuggling av diamanter m.m.
Artiklarna i Dagens Nyheter byggde på arkivstudier i Bern, Zürich och Washington D.C. Det svenska köpet av Naziguld blev en världsnyhet och den svenska regeringen tillsatte 1997 en statlig utredning. Efter den uppmärksamhet som Elgemyrs och Hedins artiklar väckte lät Dagens Nyheters chefredaktör Arne Ruth publicera en bilaga till tidningen med kontroversiella artiklar om Sverige och andra världskriget, inklusive några av Elgemyrs och Hedins artiklar: Vem tjänade pengar på andra världskriget? Naziguld. Sveriges Riksbank och svenska företag agerade hälare i historiens största rån.
Göran Elgemyr och Sven Fredrik Hedin fick 1998 utmärkelsen Guldspaden för sina artiklar och program med temat svensk-tysk ekonomiskt samarbete under andra världskriget, speciellt när det gällde Naziguldet och Sverige.

### Radioprogram och bok om Kai Holst

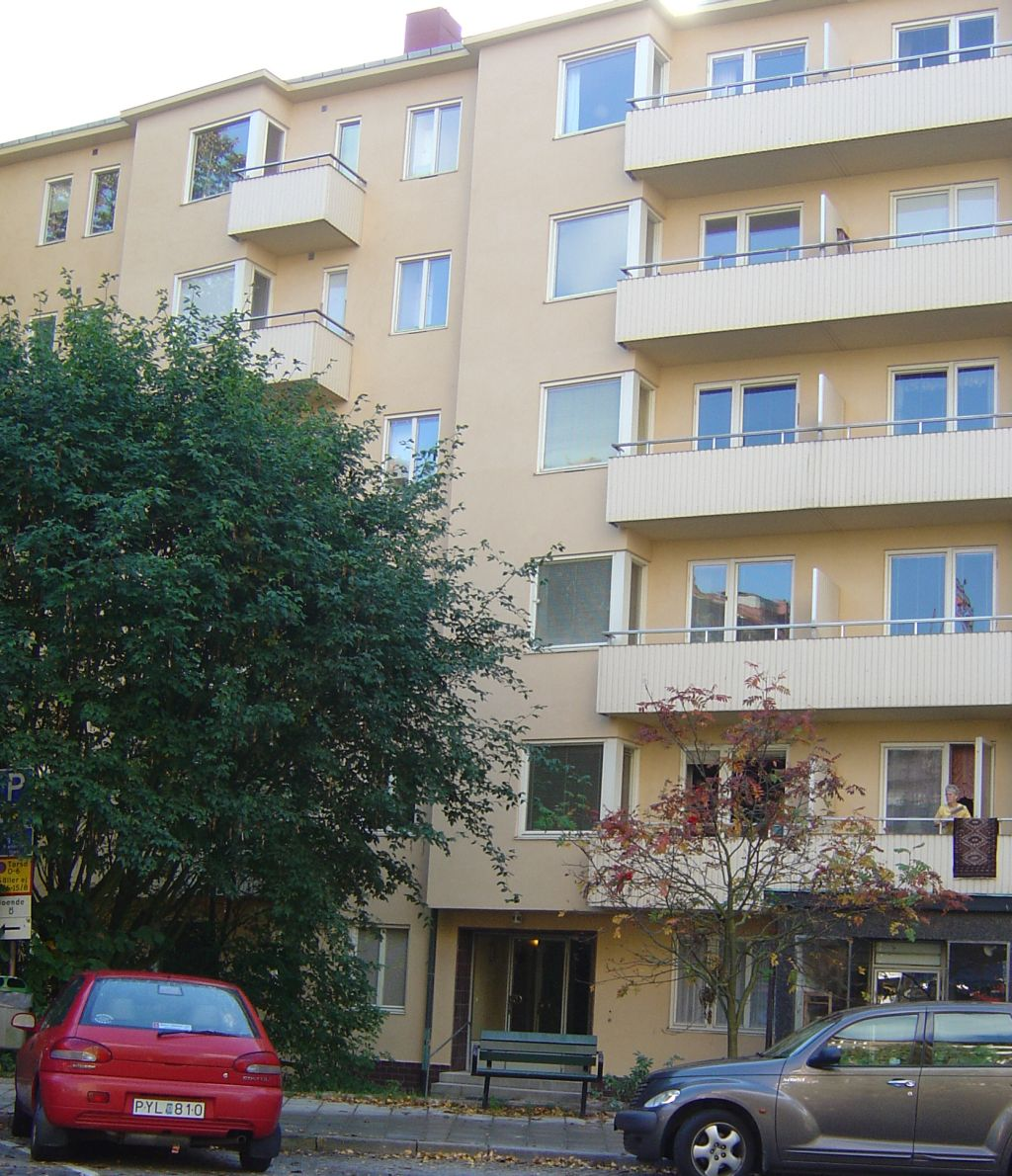
Huset där Kai Holst blev funnen död på Rindögatan 42 på Gärdet i Stockholm

Göran Elgemyr har också länge intresserat sig för den norske motståndsmannen Kai Holsts öde, denne blev funnen död i Stockholm i juni 1945. Elgemyr gjorde radioprogram om honom 1992, som väckte stor uppmärksamhet både i Sverige och Norge, och utgav 2015 en bok om Holst, Kai Holsts mystiska död. I juni 2025 blev Elgemyr intervjuad i Aftenposten Historie om dödsfallet, som har intresserat och engagerat honom sedan över 35 år. I artikeln framkom att Elgemyr tillsammans med professor Tore Pryser, Holsts systerdotter Kari Heyerdahl-Larsen Högseth och Ulf Larsen arbetar för att få till stånd en offentlig granskning av dödsfallet.

### Insats för mediehistoria, särskilt radio
Göran Elgemyr var åren 1980–1984 forskningsassistent vid Historiska institutionen, Stockholms universitet. Han var 1983–2007 styrelseledamot i Presshistoriska föreningen (tidigare Pressarkivets vänner) och tillhörde redaktionen för dess årsbok 1983–1993. Han har också skrivit en rad artiklar för årsboken.
Göran Elgemyr har forskat i Sveriges Radios historia sedan 1974, vid den tiden i stort sett ett jungfruligt forskningsfält. Hans forskning har redovisats i artiklar, böcker och i programserier och framför allt gällt yttrandefriheten i radio, särskilt programsektorn ”politik och samhälle”. Han har också granskat Sveriges Radios förhållande till statsmakterna, telegrafstyrelsen och pressen/TT. Likaså den förda programpolitiken beträffande de nordiska grannländerna, Finland, Danmark och Norge under krigsåren.
Han var styrelseledamot i i den tvärvetenskapliga forskningsstiftelsen Etermedierna i Sverige och i dess arbetsutskott och redaktionskommittéer 1993–2014. Dessförinnan deltog han i uppbyggnaden av stiftelsen och dess forskningsprogram.

### Olika uppdrag
Elgemyr blev styrelseledamot 2001 i Demokratiinstitutet i Sundsvall och ordförande 2005–2008, samt i styrelsen för dess forskningsbolag Demicom. Åren 2016–2021 var han styrelseledamot i Stockholmjournalisternas seniorer och ordförande 2019–2021. Elgemyr har också varit medarbetare i Nationalencyklopedin och Svenskt biografiskt lexikon som författare av biografier över personer verksamma inom etermedier.

### Böcker och artiklar
- «Radiohistorisk forskning», i Antennen nr 1 (personaltidning för Sveriges Radio), 1975
- «De nordiska grannländerna i svensk radio 1939—1945», i Pressens årbog (Danmark), 1978
- «Radiotjänst och Vinterkriget», i del 1+2 i Nya Argus 3-4 och 5-6, 1980
- Operation Stella Polaris – Nordic Intelligence Cooperation in the Closing Stages of the Second World War, med Jörgen Cederberg, 1984
- Tala till och tala med. Perspektiv på den svenska radion och televisionen, med Jörgen Cederberg, Legenda, Stockholm 1984 ISBN 9158206132
- «För nordiska lyssnare. Radionyheter på danska, norska och finska i andra världskrigets slutskede», Presshistorisk årsbok, 1986
- «Maktkampen kring Dagens Eko - uppkomst och utveckling.», i Brunnberg og Elgemyr (red.) Dagens Eko nyheter i radio under 50 år, Stockholm: Sveriges Radios förlag, 1987
- «När Dagens Eko bröt vetorätten», i Brunnberg og Elgemyr (red.) Nyheter i radio under 50 år, 1987
- «Politruktjänsten som skakade radion», i Forskning om journalistik, Nordicom-Nytt/Sverige 4. 1988
- «Kontraspionen Otto Kumenius - en Münchhausen?», i Historielärarnas förenings årsskrift 1989/1990.
- Frihet under kontroll: Den svenska rundradiofrågan 1922-1924, Stiftelsen Etermedierna i Sverige, 1993
- «Radion i strama tyglar. Om Radiotjänsts tillblivelse, teknik och ekonomi 1922-1957», Stockholm: Stiftelsen Eftermedierna, 1996
- «Sweden and the Shoah: The Untold Chapters», Sven Fredrik Hedin and Göran Elgemyr. Policy Study  no. 11. 1997. Institute of the World Jewish Congress, Jerusalem.
- «Sverige bytte järn mot stulet guld», med S.F. Hedin, Dagens Nyheter 21. januar 1997. Efterföljande artiklar 22.1, 12.2, 21.10, 30.10, 29.8 1998, 13.11 och 11.12.
- «Schweden kaufte bis 1944 Gold von den Nazis», Frankfurter Allgemeine Zeitung 21 januari 1997
- «Sverige og Schweiz i samme båt. Guldhandeln med nazisterne var lukrativ», avisen Politiken 25. januar 1997
- «Stolen gods in the Central Bank: Sweden swapped iron for looted gold» (21.1.1997) and 22.1.1997: «Sweden and Switzerland lined their pockets». (in www.clintonlibrary.gov./…./6997222.gold-related.).
- «When Stockholm glittered with stolen diamonds. Swedish companies traded illegally with the Nazis», (in www.clintonlibrary.gov. /…./6997222.).
- Får jag be om en kommentar? : Yttrandefriheten i svensk radio 1925 1960, Norstedts, Stockholm, 2005 (nätversion från ur.se) ISBN 9789151843254
- «Radiotjänst dilemma under den tyska ockupationen av Norge och Danmark», i Nordisk presse under andre verdskrigen, Pressehistorisk tidsskrift nr 13/2010
- «Inventiveness and a Desire to Experiment. The development of production technology in Swedish Radio 1925-1955». (i Djerf-Pierre&Ekström (eds) A History of Swedish Broadcasting. Communicative ethos, genres and institutional change, hange 2013
- «The Swedish Foundation of Broadcast Media History: An Overview», se foregående bok.
- Kai Holsts mystiska död : – Historien om en norsk motståndsman i Oslo och i Stockholm, Jure, Stockholm, 2015 ISBN 9789172236158
- Vilhelm Moberg och radion. Dramatikern och den obekväme sanningssägaren,  Carlsson Bokförlag 2017 ISBN 9789173318532
- Sven Jerring i Amerika. Reportageresan i svenskbygderna 1937, Carlsson, Stockholm, 2025, ISBN 9789189826540

### Presshistorisk årsbok - från 2019 Mediehistorisk årsbok
- «”Skall rundradion få parasitera på pressen eller ej?”: relationerna mellan pressen, TT och ljudradion 1922–1970», 1984
- «”För nordiska lyssnare”: radionyheter på danska, norska och finska i andra världskrigets slutskede», 1986
- «En svensk journalistbragd under andra världskriget (Om Uddevalla-journalisten Per Perslows nyhetsförmedling om förhållandena i Norge)», med Jarl Torbacke og Elisabeth Sandlund, 1987
- «Radion och krigsutbrottet 1939», 1989
- «Tre krigskorrespondenter om Vinterkriget (Om Sven Aurén, Astrid Ljungström och Bernhard Valéry)», 1990
- «Tyska påtryckningar på Radiotjänst 1940», 1993
- «Presshistorisk årsbok: Ett 25-årsjubileum», 2008

### Radioprogram om Norge 1940–1945 i urval
- «9 april 1940. När Danmark och Norge togs på sängen. Om dagarna före och efter den tyska invasionen av Danmark och Norge berättar Göran Elgemyr.», 1-2- 1980.
- «Frihetens stämma i Norden». Göran Elgemyr berättar om hur lyssnarna i de krigshärjade grannländerna fick ett eget nyhetsprogram i svensk radio.» 1984
- «Ett missnöjt broderfolk. Om norska misstämningar mot Sverige under och efter andra världskriget berättar Göran Elgemyr.» 1-2. 1985.
- «Svarta fåglar över Norden. Temakväll om 50-årsminnet av Nazi-Tysklands ockupation av Danmark och Norge. Temakväll.» 1990.
- «På hemligt uppdrag i Stockholm. Peter Tennant, brittisk pressattaché i Stockholm under andra världskriget berättar för Göran Elgemyr om de händelserika åren». 1-2. SR P1 9.6. och 16.6. 1990.
- «Norska radioagenter i tjänst hos Secret Service.» 1-2. 1991.
- «Motstånd i det fördolda. Om norska XU-agenternas spionage i det tyskockuperade Norge.» 1-2- 1991.
- «Lillehammer-Stockholm. I kölvattnet av den tyska kapitulationen.» SR P1 17.4. och 20.4. 1992.:
  - 1. «Den mystiska kofferten.»
  - 2. «Liket på Gärdet.»
- «Röhsska museet i Göteborg: täckmantel för samarbete med norska motståndsmän 1940-1945». 1-2. SR P1 20.5. och 31.5.1993.

### Övriga radioprogram i urval
- «Jag vill vara neutral, säger radion. Om synen på politiken i radio berättar Jörgen Cederberg och Göran Elgemyr.» 1-3. 9.9, 13.9 och 16.9 1976.
- «Högt spel i Norden. Maktspel kring den sekretessbelagda Stella Polarisaffären.» 1-2. (med Jörgen Cederberg og Jan Bergquist). 27.3 och 3.4 1977.
- «Spioner i etern. Om finländsk och svensk radiospaning under andra världskriget.» 1-2. (med Jörgen Cederberg). 23.8 och 25.8 1977.
- «Ljuva 60-tal. Tittarstormar vridningar och skjutjärn. Jörgen Cederberg och Göran Elgemyr granskar det politiska stoffet och samhällsbevakningen i radio och TV under 1960-talet.» 1-4. 24.2, 3.3, 13.3 och 17.3 1978.
- «Uppdrag utan gränser. Intervju med kontraspionen Otto Kumenius, verksam inom den finländska, svenska, tyska och japanska spionaget under andra världskriget.» 1-3. (med Jörgen Cederberg). 8.4, 15.4 och 16.4 1979.
- «Fred till varje pris. Om arbetarfredskongressen och den efterföljande förräderiprocessen 1916 mot Zeth Höglund, Erik Hedén och Ivan Oljelund.» 1-2. 28.9 och 5.10 1979.
- «Cell 232 Långholmen. Ivan Oljelunds fängelsetid 1916-1917.» 12.10 1979.
- «Vårt blödande broderfolk. Vinterkriget mellan Finland och Sovjet 1939-1940.» 1-4. 25.11, 2.12, 8.12 1979 och 7.1 1980.
- «Rapsodi-reportage-dokumentär. Verklighetsskildringen i svensk radio i ett historiskt perspektiv. Jörgen Cederberg och Göran Elgemyr lyssnar på stilarter och röster från radions första tre decennier.» 1-2. 7.7 och 14.7 1985.
- «Med vapen, sprängmedel och flyktingar i lasten. Arne Elström med täcknamn ”Nybo” berättar för Göran Elgemyr om krigsårens illegala trafik mellan Jylland och Göteborg.» 22.6 1986.
- «Waldheims förlorade heder.» 27.9 1987.
- «Författarinnan Amelie Posse - orädd och obekväm sanningssägare.» 1-2. 24.12 1992 och 1.1 1993.
- «Sveriges Radio 75 år. Hur radion bildat, fostrat, roat och oroat genom decennierna berättar Göran Elgemyr.» 23.9 2000.